# Petra Heid
Petra Heid (* 10. September 1957 in Landstuhl) ist eine deutsche Biologin und SPD-Politikerin. Von 2005 bis 2006 saß sie im Landtag von Rheinland-Pfalz.

## Beruflicher Werdegang
Heid studierte an der Universität Kaiserslautern Biologie, Vertiefungsrichtung Zoologie und Ethoendokrinologie und erhielt das Diplom. 1986 promovierte sie zum Doctor rerum naturalium. Daraufhin war sie wissenschaftliche Hilfskraft und Mitarbeiterin an der Universität Kaiserslautern. Später war sie als Abfallberaterin bei der Kreisverwaltung Birkenfeld, als Sachbearbeiterin in der Abteilung für Umweltschutz der Stadtverwaltung Homburg, freie Mitarbeit bei Planungsbüros, freiberufliche Biologin als Consultant für Landschaftsplanung und Umweltplanung tätig und ist Leiterin der Abteilung für Landschafts- und Umweltplanung bei der Ingenieurgruppe Kohns PLAN in Neunkirchen.

## Politik
Heid wurde 1997 Mitglied der SPD. Schon kurze Zeit später wurde sie Ortsvereinsvorsitzende. Zwei Jahre später übernahm sie das Amt der Ortsbürgermeisterin in der Gemeinde Schopp und wurde in den Verbandsgemeinderat Kaiserslautern-Süd sowie den Kreistag Kaiserslautern gewählt. Ferner war sie Vorsitzende im Unterbezirk Kaiserslautern und stellvertretende Vorsitzende im Gemeindeverband Kaiserslautern-Süd. Am 22. April 2005 wurde sie Mitglied des Landtags von Rheinland-Pfalz als Nachrücker für Gerhard Schmidt. Das Mandat hatte die Stellvertreterin des im Wahlkreis Kaiserslautern II direkt gewählten Politikers bis zum Ende der Wahlperiode 2006 inne. 2008 bewarb sie sich parteiintern um die Kandidatur für die ein Jahr später stattfindende Landratswahl; auf der entsprechenden Delegiertenkonferenz in Otterberg unterlag sie mit 29:65 Stimmen Karin Decker, die sich bei der Wahl selbst dem CDU-Kandidaten Paul Junker geschlagen geben musste. 2009 schied sie aus dem Amt der Ortsbürgermeisterin und aus dem Ortsgemeinderat aus. Letzterem gehört sie jedoch seit 2014 erneut an.